# Kenchreai

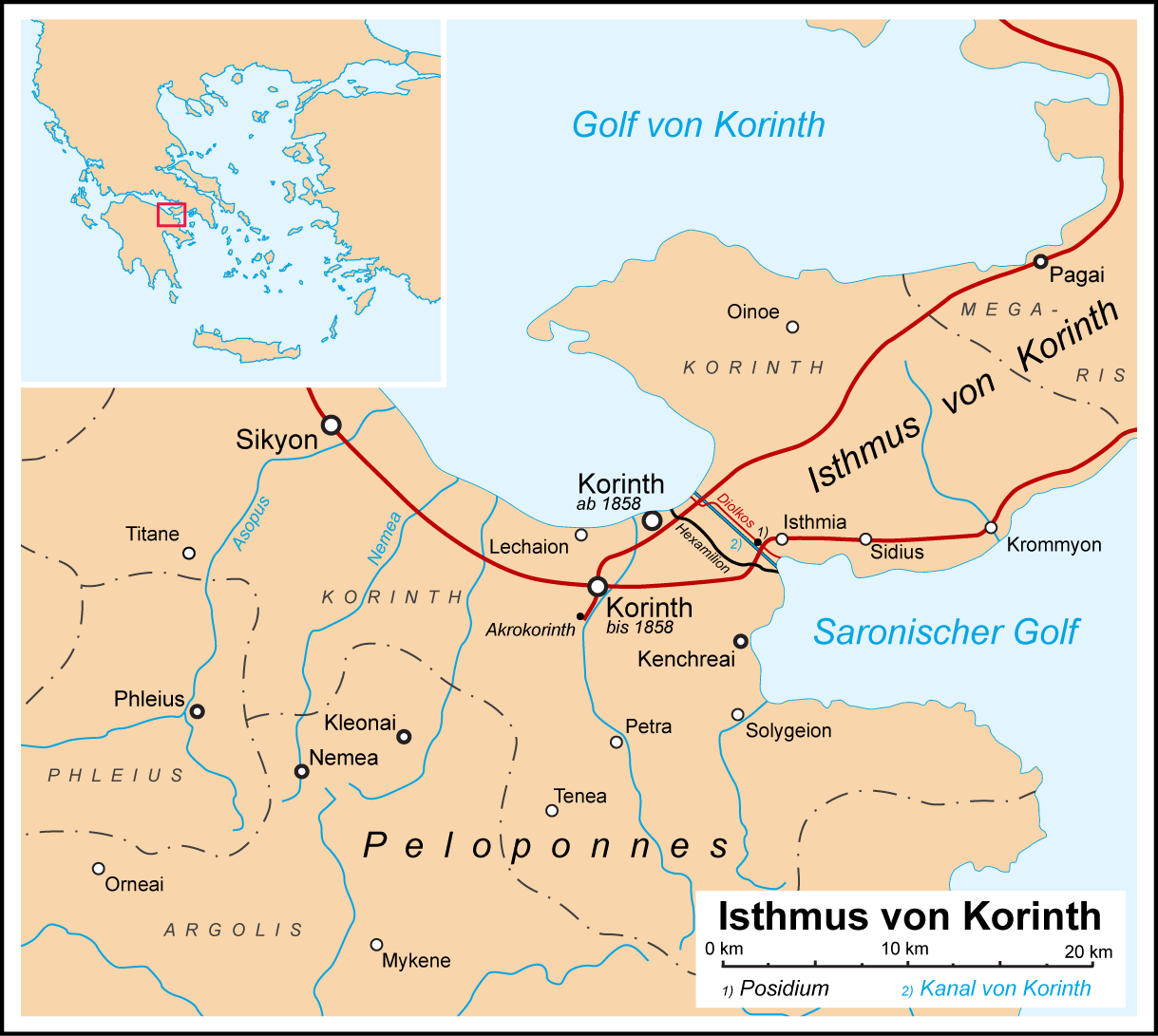
Lägeskarta

Kenchreai (grekiska: Κεγχρεαί) var den ena av det antika Korinths hamnstäder. Den var belägen mellan Saroniska bukten och Peloponnesos. Enligt Rom. 16:1 hade staden en egen kristen församling.
Kenchreai omnämns även i Apg. 18:18.